# Dalibor Pleva
Dalibor Pleva (ur. 2 kwietnia 1984 w Trenczynie) – słowacki piłkarz grający na pozycji obrońcy lub pomocnika. Jest wychowankiem Dukli Trenčín, z której przeniósł się do MFK Dubnica. W latach 2009–2011 reprezentował barwy Dukli Bańska Bystrzyca. Następnie grał w Termaliki Bruk-Betu Nieciecza, GKS Katowice i FC ViOn Zlaté Moravce.